# Rhacophorus monticola
Rhacophorus monticola es una especie de anfibios anuros de la familia Rhacophoridae.
Es endémica del centro y sudoeste de Célebes (Indonesia), por encima de los 1000 m de altitud.
Esta especie está en peligro de extinción  por la pérdida de su hábitat natural.